# Мурманский регион Октябрьской железной дороги
Мурманский регион обслуживания Октябрьской железной дороги ДИЗТЕР-5 (бывшее НОД-5 ОЖД) — один из шести регионов обслуживания Октябрьской железной дороги. Протяжённость путей отделения сегодня составляет 1068 километров, из них 491 километр электрифицирован переменным током. В состав региона входит 55 станций. Регион образован путём реорганизации одноимённого отделения 31 декабря 2010 года на основании приказа приказа ОАО «РЖД» № 160 от 21 октября 2010 года.

## История
На постройку железной дороги от Петрозаводска до Мурманска потребовался 1 год и 6 месяцев, строительство было закончено в 1916 году. Днем основания Мурманского отделения считается 16 ноября 1916 года, тогда была образована Мурманская железная дорога, позднее переименованная в Кировскую. В нынешнем виде Мурманское отделение было сформировано только в 1946 году в результате объединения Мурманского и Кандалакшского отделений Кировской железной дороги.
В 1930-е мурманские железнодорожники одними из первых в стране провели электрификацию. В 1935 году на участке Кандалакша — Апатиты впервые прошёл электровоз ВЛ-19. В 1949 году в отделении стали ходить первые пригородные электропоезда. В 1954 году вступил в строй новый Мурманский железнодорожный вокзал. В 1956 году была сдана ветка Пинозеро — Ковдор. В 1961 году было завершено строительство железнодорожной ветки Кола — Печенга. В 1968 году она была достроена до станции Никель. В 1973 году был электрифицирован самый южный участок отделения Кандалакша — Лоухи.
В 1990-2000-е годы пришло понимание о неразрывной связи всех видов транспорта, участвующих в развитии экономики региона. Это развитие ориентировано не только на российских потребителей производимой в регионе продукции (для чего и строились порт и железная дорога), но и на международное сотрудничество. 24 апреля 2008 года в Мурманске состоялась конференция Совета Баренцева Евроарктического региона, посвященная развитию транспортной инфраструктуры в регионе. Участники констатировали образование транспортной системы Мурманской области, в которую вошли не только железная дорога, автомобильная трасса, но и Северный морской путь. Географическое положение Мурманска продиктовало необходимость создания Мурманского интермодального транспортного узла.
29 декабря 2010 года в связи с административно-территориальной реформой РЖД Мурманское отделение преобразовано в одноимённый регион обслуживания

## Территория
Мурманский регион обслуживает следующие линии:
- Лоухи — Мурманск
- Лоухи — Пяозеро
- Ручьи-Карельские — Алакуртти (единственная в Мурманской области, где используются семафоры)
- Пинозеро — Ковдор
- Апатиты-I — Титан
- Оленегорск — Мончегорск
- Мурманск — Североморск
- Кола — Луостари
- Луостари — Никель-Мурманский[2]

## Инфраструктура

### Локомотивные депо
- Локомотивное эксплуатационное депо Кандалакша (ТЧЭ-5)
- Локомотивное ремонтное депо Кандалакша (ТЧ-27)
- Локомотивное эксплуатационное депо Мурманск (ТЧЭ-28)

### Дистанции инфраструктуры
- Апатитская дистанция инфраструктуры (ИЧ-1)

### Дистанции пути
- Кандалакшская дистанция пути (ПЧ-40)
- Мурманская дистанция пути (ПЧ-42)

### Дистанции сигнализации, централизации, блокировки и связи
- Кандалакшская (ШЧ-20)
- Мурманская (ШЧ-21)

### Дистанции электрификации и электроснабжения
- Мурманская (ЭЧ-10)
- Кандалакшская (ЭЧ-13)

### Вагонные и вагоноремонтные депо
- Вагонное депо Кандалакша (ВЧД-21)
- Вагонное ремонтное депо Мурманск (ВЧД-22)
- Вагонное эксплуатационное депо Апатиты (ВЧДЭ-23)

### Дистанции гражданских сооружений, водоснабжения и водоотведения
- Мурманская (НГЧ-14)

### Дистанция погрузочно-разгрузочных работ
- Санкт-Петербург-Витебская (МЧ-4)